# Giovanni La Cecilia
Giovanni Battista La Cecilia, anche noto, soprattutto in Francia, come Jean La Cecilia (Napoli, 27 settembre 1801 – Napoli, 8 gennaio 1880) è stato uno scrittore, politico e rivoluzionario italiano.
(G. La Cecilia, Cenno storico sugli avvenimenti di Napoli del 15 maggio, p. 3)

## Biografia
Esponente della carboneria meridionale, La Cecilia partecipò alla rivoluzione costituzionale napoletana del 1820, che gli costò la prigionia, mentre dal 1827 divenne esule, andando a Livorno, dove collaborò con Francesco Domenico Guerrazzi, e dove pubblicò, nel 1828, il suo primo romanzo storico I Sanniti.
Espulso dalla Toscana, nel 1830 si recò prima in Corsica e poi, nell'ordine, a Marsiglia, Tours e Parigi. Grazie all'influenza su di lui esercitata dalla setta di Filippo Buonarroti, che nella capitale francese aveva costituito una "Giunta liberatrice italiana" (La Cecilia ne era il segretario), divenne stretto collaboratore di Giuseppe Mazzini nell'organizzazione della Giovine Italia, e dell'omonimo giornale, sin dal primo numero nel quale pubblicò un articolo su Pietro Colletta. Continuò anche a scrivere volumi a carattere storico-politico, editi inizialmente in francese, come quelli su La Repubblica partenopea del 1834 e su Masaniello del 1838. A Parigi, infine, La Cecilia divenne amico del rivoluzionario Carlo Lauberg, che sarebbe morto di lì a breve.
Nel 1847 ritornò a Livorno, e il 6 gennaio 1848 si rese protagonista, assieme ad altri mazziniani, sia della sommossa dei facchini disoccupati del porto sia del coinvolgimento di Guerrazzi nel fallito tentativo di spingere il governo guidato da Cosimo Ridolfi alla guerra contro l'Austria, con la conseguenza che entrambi vennero arrestati. Tornato nella natia Napoli, dopo la concessione della costituzione ferdinandea del 29 gennaio 1848, le sue iniziative si inscrissero nell'ala più radicale del movimento liberale napoletano, combattendo contro le truppe borboniche con il calabrese Pietro Mileti durante i fatti del 15 maggio 1848, ma l'esito negativo lo costrinse a rifugiarsi a Roma e, di nuovo, in Toscana. Qui il Guerrazzi, in seguito alla fuga di Leopoldo II e alla conseguente formazione del "governo democratico" (8 febbraio 1849), gli conferì incarichi diplomatici.
Ancora esule in Corsica e poi in Piemonte, nel 1854 fu in contatto con Giuseppe Garibaldi, mentre fra il 1855 e il 1856 curò la pubblicazione dei giornali «La Voce del progresso» e l'«Indipendente». Nel 1860 rientrò, definitivamente, a Napoli, per continuare l'attività pubblicistica e storico-letteraria, benché l'ambiguità dei suoi ultimi scritti abbia dato adito al sospetto che fosse finanziata dell'esiliata corte borbonica.

## Opere principali
- La Republique Parthenopeenne, episode de l'histoire de la Republique Française, Raverot, Tours 1834.
- Della opinione pubblica in Italia, Pagnerre, Parigi 1846.
- Della Giovine Italia, Tip. Fabiani, Bastia 1847.
- Masaniello, o la rivoluzione di Napoli nel 1647, 3 voll., Tip. Antonelli, Livorno 1847-1848 (ed. or. Paris 1838).
- Cenno storico sugli avvenimenti di Napoli del 15 maggio, Tip. Strambi, Civitavecchia 1848.
- Cenno storico sull'ultima rivoluzione toscana, Tip. Elvetica, Capolago 1851.
- Giustificazioni. Ferdinando II il migliore dei re, Stamp. Reale, Napoli 1851.
- Storie segrete delle famiglie reali o Misteri della vita intima dei Borboni di Francia, di Spagna, di Parma, di Napoli, e della famiglia Absburgo, vol. 1, Genova, Salvatore Di Marzo Editore, 1860.
- Storie segrete delle famiglie reali o Misteri della vita intima dei Borboni di Francia, di Spagna, di Parma, di Napoli, e della famiglia Absburgo, vol. 2, Genova.
- Storie segrete delle famiglie reali o Misteri della vita intima dei Borboni di Francia, di Spagna, di Parma, di Napoli, e della famiglia Absburgo, vol. 3, Genova, 1860.
- Storie segrete delle famiglie reali o Misteri della vita intima dei Borboni di Francia, di Spagna, di Parma, di Napoli, e della famiglia Absburgo, vol. 4, Genova, Cecchi E Armanino Editori, 1861.
- Gli ultimi fatti di Milano del 6 febbraio 1853, Tip. Biancardi & C., Milano 1853.
- Storia dell'insurrezione siciliana dei successivi avvenimenti per l'indipendenza ed unione d'Italia e delle gloriose gesta di Giuseppe Garibaldi, 4 voll., Tip. Sanvito, Milano 1860-1862.
- Memorie storico-politiche dal 1820 al 1876, 5 voll., Tip. Artero & C., Roma 1876-1878.